# Próchnilec nitkowaty

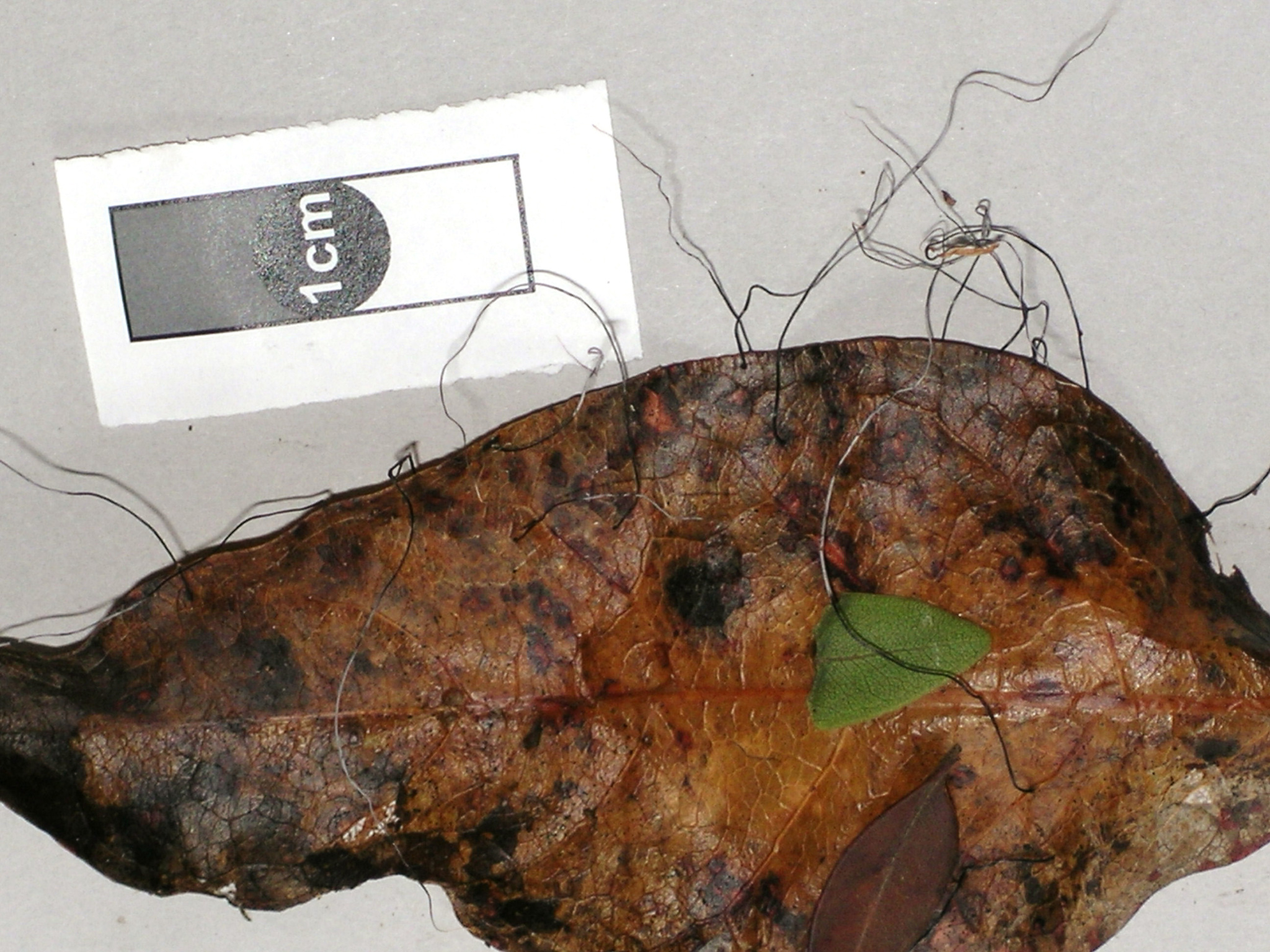

Próchnilec nitkowaty (Xylaria filiformis (Alb. & Schwein.) Fr.) – gatunek grzybów z rodziny próchnilcowatych (Xylariaceae).

## Systematyka i nazewnictwo
Pozycja w klasyfikacji według Index Fungorum: Xylaria, Xylariaceae, Xylariales, Xylariomycetidae, Sordariomycetes, Pezizomycotina, Ascomycota, Fungi.
Po raz pierwszy opisali go w 1805 r. Johannes Baptista von Albertini i Lewis David von Schweinitz, nadając mu nazwę Sphaeria filiformis. W 1849 r. Elias Fries przeniósł go do rodzaju Xylaria. Nazwa rodzaju Xylaria pochodzi od greckiego rzeczownika Xýlon oznaczającego drewno. Epitet gatunkowy filiformis oznacza nitkowaty.
Niektóre synonimy nazwy naukowej:
- Podosordaria filiformis (Alb. & Schwein.) P.M.D. Martin 1970
- Podosordaria filiformis (Alb. & Schwein.) P.M.D. Martin 1976

## Morfologia i rozwój
Podkładki
Tworzy nitkowate, nierozgałęzione podkładki z długim igiełkowym wierzchołkiem, na nagim trzonie. Podkładki osiągają długość całkowitą 14–50 mm, w tym w części płodnej 5–8 mm i 6–20 mm na trzonie oraz szerokość około 0,7 mm w najszerszej części płodnej. Powierzchnia czarna, lekko wypolerowana, z częściowo odsłoniętymi wzgórkami peryferyjnymi i drobnymi prążkami podłużnymi, pozbawiona warstwy zewnętrznej, podbudowana cienką, miękką warstwą o grubości ok. 20 µm, tej samej barwy co warstwa powierzchniowa. Wnętrze białe, jednolite, miękkie.
Cechy mikroskopowe
Perytecja kuliste lub prawie kuliste, o szerokości 0,3–0,4 mm i wysokości 0,2–0,35 mm. Ostiole brodawkowate do stożkowo-brodawkowatych, o wysokości około 70 μm i szerokości u podstawy 100–130 μm. Worki z pierścieniem wierzchołkowym barwiącym się na niebiesko w odczynniku Melzera, w kształcie odwróconego kapelusza o wysokości 2 μm i szerokości 2–2,5 μm. Askospory jasnobrązowe, jednokomórkowe, krótko wrzecionowato-nierównoboczne, z wąsko zaokrąglonymi końcami, często ściśniętymi na jednym lub obu końcach, gładkie, 9,5–14,5 × 4–6 µm, z prostą szczeliną rostkową o długości zarodników po stronie brzusznej, otoczoną szklistą osłonką pęczniejącą na obu końcach, tworzącą brodawkowate niekomórkowe przydatki. Epispora gładka.
Gatunki podobne
Wiele opisanych okazów X. filiformis po przebadaniu okazała się okazami X. simplicissima, mimo że gatunki te są łatwe do odróżnienia. Bardziej do X. filiformis podobna jest X. vagans, ale różni się przede wszystkim ciemniejszymi, elipsoidalnymi, nierównobocznymi askosporami oraz rozmieszczeniem geograficznym w tropikach i subtropikach.

## Występowanie i siedlisko
Występuje na wszystkich kontynentach poza Antarktydą. W Polsce podano wiele jego stanowisk.
Grzyb saprotroficzny występujący głównie na opadłych liściach.